# Gânglios linfáticos inguinais
Os gânglios linfáticos inguinais são gânglios linfáticos na região inguinal da virilha. Situam-se no trígono femoral e dividem-se em superficiais e profundos. Os gânglios linfáticos inguinais superficiais são um grupo de 12–20 gânglios situados no tecido subcutâneo por baixo do ligamento inguinal e ao longo da extremidade da grande veia safena. A sua função é drenar os tecidos da parede abdominal inferior, períneo, nádegas, órgãos genitais externos e membros inferiores.